# Condado de Polk (Geórgia)
O Condado de Polk é um dos 159 condados do Estado americano de Geórgia. A sede do condado é Cedartown, e sua maior cidade é Cedartown. O condado possui uma área de 808 km², uma população de 38 127 habitantes, e uma densidade populacional de 47 hab/km² (segundo o censo nacional de 2000). O condado foi fundado em 20 de dezembro de 1851.